# 煮込みジンギスカン
煮込みジンギスカン（にこみジンギスカン）は、北海道名寄市を中心に食されている鍋料理。
一般的なジンギスカンが羊肉を焼くのに対し、タレに漬け込まれた羊肉をタレごと煮込むのが特徴である。

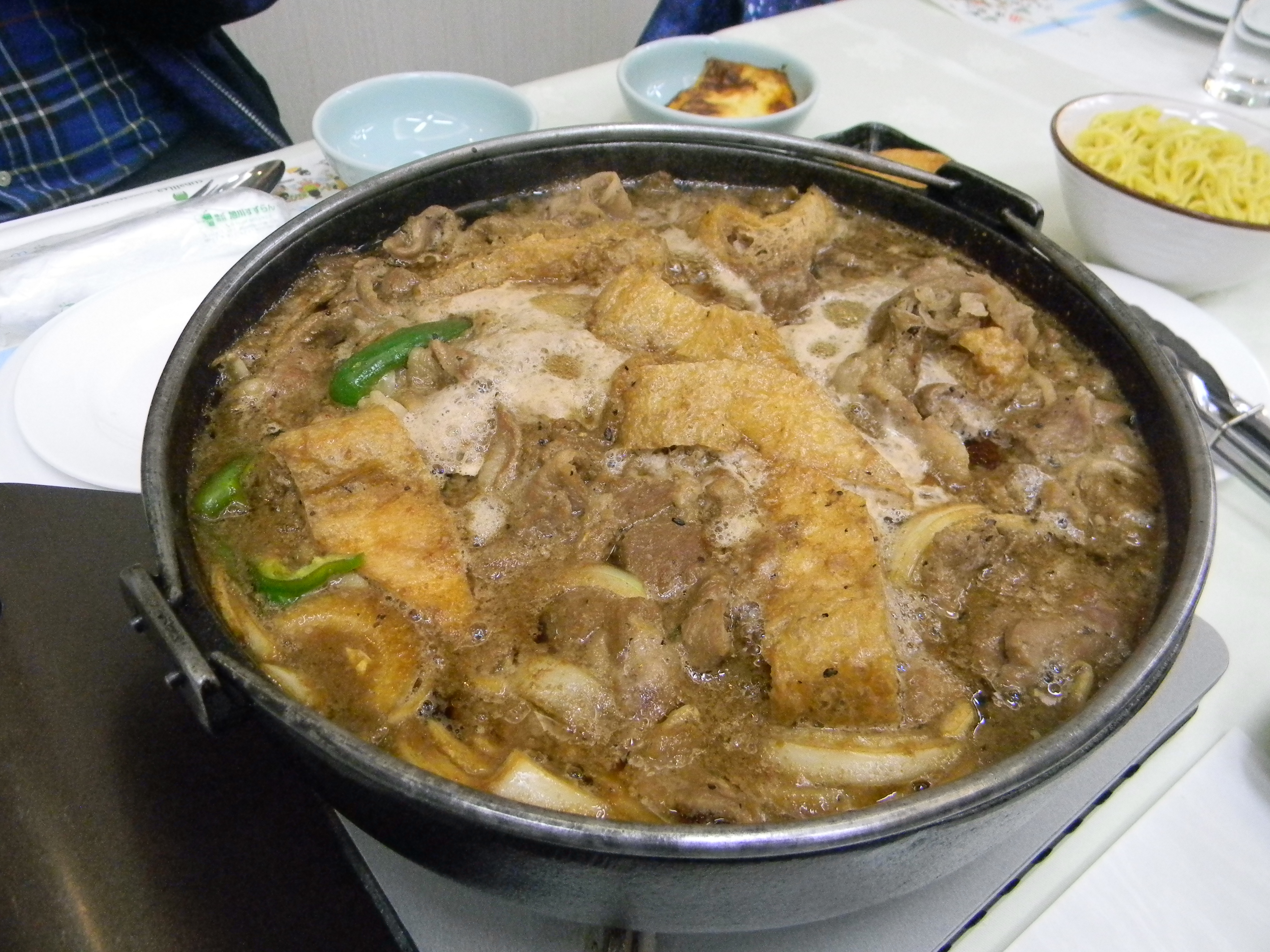
名寄市特産の煮込みジンギスカン

## 定義
煮込みジンギスカンは元々家庭料理として各家庭で独自の発展をしてきたという経緯があるため、基本的には「羊肉や野菜類、うどんなどを肉の漬けダレと一緒に煮込む」という以外の定義はなく、羊肉以外に用いる具材についても家庭や店舗等でバラバラである。
なお通常のジンギスカン鍋は「タレごと煮込む」という用途には不向きのため、調理にはフライパンなどが使われることが多い。

## 歴史
北海道のジンギスカンは一般的に、通常の生肉と、事前に肉をタレに漬け込んだ味付け肉の二種類が使われるが、名寄市周辺では味付け肉の中でも特にタレの使用量が多く、肉とタレの割合がだいたい6:4程度ほどにもなると言われる。このため名寄では味付け肉をタレごと鍋に入れて煮込む食べ方が昭和30年代から定着していたという。
これらは近年まで名寄周辺の一般家庭でのみ食されており、外食産業ではほとんど提供されることがなかったため外部に広まることはなかったが、近年のB級グルメブームの中で名寄市が煮込みジンギスカンをご当地グルメとしてプロモーションする方針を打ち出し、2011年ごろより道内外のグルメイベントに積極的に出展しているほか、2012年7月からは名寄市内の飲食店でも一斉に煮込みジンギスカンの提供が始まった。
なお「煮込みジンギスカン」という名称は、2012年7月に名寄市が煮込みジンギスカンのアピールのために「第746なよろ煮込みジンギス艦隊」を設立した際に併せて考案されたネーミングで、それまでは単に「ジンギスカン」とだけ呼ばれていたという。